# Kim Gyu-ri (Schauspielerin, August 1979)
Kim Gyu-ri (* 16. August 1979 in Anyang) ist eine südkoreanische Schauspielerin. Im November 2009 änderte sie rechtlich ihren Namen von Kim Min-sun zu Kim Gyu-ri. Sie begründete diesen Schritt damit, dass sie seit ihrer Kindheit Gyu-ri gerufen wurde. Sie ist vor allem bekannt durch ihren Film Portrait of a Beauty (2008) in der sie die Malerin Shin Yun-bok spielt, die zur Zeit der Joseon-Dynastie lebte und sich als Mann ausgab.

## Leben
Kim begann ihre Karriere in der Hauptrolle in Memento Mori, dem zweiten Teil der Whispering-Corridors-Reihe. Der Film gilt als einer der wichtigsten Horrormelodramen der frühen Korean New Wave und handelt von einer lesbischen Liebesbeziehung. Die junge weibliche Besetzung des Films erhielt gemeinsamen den Baeksang Arts Award als beste neue Darstellerinnen.

## Filmografie

### Filme
- 1999: Memento Mori (여고괴담 두번째 이야기 Yeogogoedam Du-beonjjae Iyagi)
- 2000: Bloody Beach (해변으로 가다 Habyeon-euro Gada)
- 2001: 2009 Lost Memories (2009 로스트메모리즈)
- 2002: A.F.R.I.K.A. (아프리카)
- 2002: My Beautiful Days (스물 넷 Seumulnet)
- 2004: Low Life (하류인생 Haryu Insaeng)
- 2007: For Eternal Hearts (별빛 속으로 Byeolbit Sogeuro)
- 2007: Rainbow Eyes (가면 Gamyeon)
- 2008: Antique (서양골동양과자점 앤티크 Seoyanggoldong Yanggwajajeom Aentikeu)
- 2008: Portrait of a Beauty (미인도 Miindo)
- 2009: Five Senses of Eros (오감도 O Gamdo)
- 2009: Where is Jung Seung-pil? (정승필 실종 사건 Jeong Seun-pil Siljong Sageon)
- 2010: Runaway From Home (집 나온 남자들 Jip Naon Namjadeul)
- 2010: Hahaha (하하하)
- 2011: Shotgun Love (사랑이 무서워 Sarangi Museowo)
- 2011: Poongsan (풍산개)
- 2012: Doomsday Book (인류멸망보고서 Illyumyeolmangbogoseo)
- 2013: My Dear Girl, Jin-young (사랑해! 진영아 Saranghae! Jin-yeong-a)
- 2014: Another Promise (또 하나의 약속 Tto Hana-ui Yaksok)
- 2014: Revivre (화장 Hwajang)
- 2019: The Gangster, the Cop, the Devil

### Fernsehserien (Auswahl)
- 2014: Cunning Single Lady (앙큼한 돌싱녀 Angkeumhan Dolsingnyeo, MBC)
- 2019: Designated Survivor: 60 Days (60일, 지정생존자 60-il, Jijeonsaengjonja)